# Alexander Konychev
Alexander Konychev, né le 25 juillet 1998 à Vérone, est un coureur cycliste italien. 

## Biographie
Fils de Dimitri Konyshev, ancien cycliste professionnel, il se consacre d'abord au football durant sa jeunesse. Un problème physique à l'aine le pousse finalement à se lancer dans le cyclisme, lors d'une rééducation,.
En 2016, il se distingue en terminant deuxième du Giro di Basilicata. Il représente également l'Italie aux championnats d'Europe et aux championnats du monde juniors (moins de 19 ans). Deux ans plus tard, il remporte cinq courses chez les amateurs.
En 2019, il passe chez Dimension Data-Qhubeka, réserve de l'équipe World Tour Dimension Data, et s'illustre en étant l'un des meilleurs espoirs italiens. Cette année-là, il s'impose sur l'Étoile d'or, manche de la Coupe des Nations espoirs. Échappé lors du championnat d'Europe espoirs, il frôle l'exploit en étant rattrapé à seulement un kilomètre de l'arrivée par le peloton. À la fin de saison, il termine quatrième de la Coppa Bernocchi. Il court également en tant que stagiaire pour l'équipe World Tour Dimension Data, obtenant la sixième place au Grand Prix d'Isbergues.
En 2020, il rejoint à 21 ans l'équipe World Tour Mitchelton-Scott.

## Palmarès
- 2016
  - 2e du Giro di Basilicata
- 2018
  - Trofeo Montelupo
  - Gran Premio di Porcari
  - 5ea, 7ea (contre-la-montre) et 7eb étapes du Tour de Nouvelle-Calédonie
  - 2e du Gran Premio Sportivi Poggio alla Cavalla
  - 2e du Circuito Castelnovese
  - 2e du championnat d'Italie du contre-la-montre par équipes espoirs
  - 2e du Tour de Nouvelle-Calédonie
- 2019
  - Étoile d'or
  - 2e de la Coppa Collecchio
- 2023
  - 2e de la Cupa Max Ausnit
- 2025
  - Kirschblütenrennen
  - Tour of Malopolska : 
    - Classement général
    - 1re étape

  - 2e du Tour de Berne
  - 2e du Radsportfest Märwil

## Résultats sur les grands tours

### Tour d'Italie
1 participation
- 2023 : 100e

## Classements mondiaux
| Année                                 | 2018  | 2019 | 2020  | 2021 | 2022  | 2023 | 2024  |
| ------------------------------------- | ----- | ---- | ----- | ---- | ----- | ---- | ----- |
| Classement mondial                    | 2635e | 463e | 1074e | 855e | 2217e | 768e | 1213e |
| UCI Europe Tour                       | 1752e | 361e | 835e  | 660e | 1395e | nc   | nc    |
|                                       |       |      |       |      |       |      |       |
| Légende : nc = non classéSource : UCI |       |      |       |      |       |      |       |